# Pauley Perrette
Pauley Perrette (New Orleans, 27 maart 1969) is een Amerikaanse actrice.
Perrette moest als klein meisje geregeld verhuizen. Nadat ze haar middelbare school had afgerond, studeerde ze sociologie en psychologie in Atlanta. In het vakgebied criminologie behaalde ze een mastertitel. Na haar studie verhuisde ze naar New York. Ze wilde graag actrice worden, maar kreeg in het begin van haar acteercarrière alleen kleine rolletjes in reclamespots en videoclips.
Perrette bemachtigde later verschillende rolletjes in series en films en speelde van 2003 tot 2018 de rol van Abigail Sciuto in de misdaadserie NCIS.
Perrette trouwde in 2000, maar het huwelijk strandde na vier jaar. Ze was een vriendin van zangeres-bassiste Bianca Halstead van de band Betty Blowtorch, die in 2001 bij een auto-ongeluk om het leven kwam. Een jaar later stierven Perrettes moeder en haar vriend, de acteur Glenn Quinn.
Perrette is behalve actrice ook filmproducent. Zo produceerde ze de film The American Shame.
Voorheen was ze zangeres van het punkrockbandje Lo-Ball uit Los Angeles.
Op 20 januari 2020 kwam ze naar buiten als aseksueel via haar Twitter-account.

## Film en televisie
Selectie:
- 1994 - Magical Make Over - Shannon
- 1996–1997 - Murder One (televisieserie) - Gwen
- 1997 - Early Edition (televisieserie) - Theresa Laparco (aflevering Mob Wife)
- 1997 - Frasier (televisieserie) - serveerster (twee afleveringen)
- 1997 - The Price of Kissing - Renee
- 1998 - Hoofboy (korte film)
- 1998 - Hand on the Pump - Hi-Girl
- 1998 - That's Life (televisieserie) - Lisa
- 1999–2000 - Time of Your Life (televisieserie) - Cecilia Wiznarksi
- 2000 - Almost Famous - Alice Wisdom
- 2001 - Smash (televisieserie) - Charley
- 2001 - My First Mister - Bebe
- 2001–2002 - Special Unit 2 (televisieserie) - Alice Cramer
- 2002 - The Ring - Beth
- 2002 - Hungry Hearts - Cokie Conner
- 2003 - CSI: Crime Scene Investigation (televisieserie) - Candeece / Pink Hair (aflevering Lady Heather's Box)
- 2003 - 24 (televisieserie) - Tanya
- 2003 - JAG (televisieserie) - Abigail "Abby" Sciuto
- 2003 - Brother Bear - Verliefde vrouwtjesbeer (stemrol)
- 2003–2018 - NCIS (televisieserie) - Abigail "Abby" Sciuto
- 2009 - NCIS: Los Angeles (televisieserie) - Abigail "Abby" Sciuto (2 afleveringen)
- 2012 - Superman vs. The Elite - Lois Lane (stemrol)
- 2014+2016 - NCIS: New Orleans (televisieserie) - Abigail "Abby" Sciuto (2 afleveringen)
- 2015 - Scooby-Doo! and Kiss: Rock and Roll Mystery - Delilah Domino (stemrol)
- 2020 - Broke (televisieserie) - Jackie Dixon (13 afl., tevens producer)

- Biblioteca Nacional de España: XX5761483
- Bibliothèque nationale de France: cb15105028m (data)
- Gemeinsame Normdatei: 1232761524
- International Standard Name Identifier: 0000 0001 1440 547X
- Library of Congress Control Number: no2004042277
- MusicBrainz: 65753c78-f1d7-4ea3-aa7d-19f8accb344b
- Nederlandse Thesaurus van Auteursnamen: 421483938
- Système universitaire de documentation: 224512226
- Virtual International Authority File: 29241092
- WorldCat: E39PBJh4y6gB7v9873JBwwpQMP